# Otinidae
Otinidae zijn een familie van weekdieren uit de klasse van de Gastropoda (slakken).

## Taxonomie
De volgende taxa zijn bij de familie ingedeeld:
- † Geslacht Limnopsis Yen, 1952
- Onderfamilie Otininae H. Adams & A. Adams, 1855
  - Geslacht Otina Gray, 1847
- Onderfamilie Smeagolinae Climo, 1980
  - Geslacht Smeagol Climo, 1980

### Synoniemen
- Galericulum T. Brown, 1827 => Otina Gray, 1847